# Olaf Neuenfeld
Olaf Neuenfeld (* 30. Mai 1970 in Hannover) ist ein deutscher Faustballer und der aktuelle Trainer der deutschen Faustballnationalmannschaft der Männer.

## Karriere

### Spieler
Während seiner aktiven Zeit bei der Turnerschaft Hannover 1852 war Zuspieler Neuenfeld zwischen 1994 und 1997 viermal deutscher Meister. Die ersten drei nationalen Titel holte er im Feld, den letzten dann in der Halle. 1995, 1996 und 1997 schaffte er mit der TS Hannover den Europapokalsieg im Feld und holte 1997, am Ende seiner Karriere als aktiver Spieler, in Hannover auch den Weltpokal. Als Deutschland 1995 zum neunten Mal in Folge Weltmeister wurde, zählte Neuenfeld (5 A-Länderspiele) zum Kader. Für den deutschen Nachwuchs lief Neuenfeld 38 mal auf, deutscher Meister in der Jugend war er zwischen 1984 und 1987 dreimal.

### Bundestrainer
Nach seiner Karriere als Spieler und Spielertrainer der Turnerschaft Hannover übernahm Neuenfeld 1998 den Trainerposten der deutschen U-18-Jugendnationalmannschaft. Diese führte er nach diversen Europameistertiteln im Januar 2006 in Chile zum WM-Titel.
Von 2002 bis 2005 war er Nationaltrainer von Dänemark. Er führte die Dänen bei der WM 2003 in Brasilien erstmals auf den 6. Platz und erreichte damit die erstmalige Qualifikation zu den World Games. Dort erreichte er 2005 in Duisburg mit Dänemark den 6. Platz.
Zu Beginn des Jahres 2006 übernahm er von Udo Schulz das Traineramt der deutschen Faustballnationalmannschaft der Männer. Bei der WM 2007 im eigenen Land mussten sich Neuenfeld und seine Mannschaft mit Platz 3 zufriedengeben. In Oldenburg ging das Halbfinale gegen den späteren Weltmeister Österreich mit 0:3 verloren. Vier Monate vor der WM hatte eine Personalentscheidung Neuenfelds für Aufsehen gesorgt: Auf der wichtigen Position des Schlagmanns reaktivierte der Bundestrainer seinen damals 41 Jahre alten früheren Mannschaftskollegen Martin Becker. Ohne Becker und weitere Routiniers musste sich Neuenfelds deutsche Nationalmannschaft auch bei der EM 2008 in Stuttgart mit dem dritten Platz begnügen, ebenso wie bei der EM 2010 in Ermatingen. 2011 feierte Neuenfeld seinen bis dahin größten Erfolg als Trainer: den Titelgewinn bei der WM in Österreich, als Deutschland nach 16-jähriger Durststrecke überraschend, mit einer teilweise noch jungen Mannschaft, Weltmeister wurde. 2012 folgte ein kleiner Dämpfer, als Deutschland bei der EM in Schweinfurt als Mitfavorit wieder nur Dritter wurde. 2013 siegte die deutsche Mannschaft bei den World Games in Cali (Kolumbien). 2014 gelang der deutschen Faustballnationalmannschaft, erstmals nach 14 Jahren und 7 Europameisterschaften, der erneute Titelgewinn bei der EM in Olten (Schweiz). 2015 gelang Neuenfelds Team die Titelverteidigung bei der Weltmeisterschaft in Córdoba (Argentinien). 2016 ging der erneute Europameistertitel in Grieskirchen (Österreich) an Deutschland. 2017 gelang im polnischen Wrocław die Titelverteidigung bei den World Games. 2018 wurde bei der Heim-EM in Adelmannsfelden der dritte Europameistertitel in Folge gewonnen. 2019 errang Neuenfelds Team in Winterthur (Schweiz) den dritten Weltmeistertitel in Folge. 2021 wurde der von Neuenfeld selbst organisierter Nationscup, ein Ersatzwettbewerb für die wegen der Corona-Pandemie ausgefallene EM in Schneverdingen mit dem 3. Platz beendet. 2022 wurde die EM in Kaltern (Italien) nachgeholt und nur 6 Wochen später die World Games in Birmingham (USA) ausgetragen. Bei beiden Wettbewerben gewann Neuenfelds Mannschaft die Goldmedaille. 2023 gelang Neuenfeld der größte Erfolg seiner Trainerkarriere: Bei der WM in Mannheim wurde sein Team vor 10.000 Zuschauern in der SAP Arena durch einen 4:0-Erfolg über Österreich erneut Weltmeister. Damit ist Neuenfeld mit 4 WM-Titeln Rekord-Bundestrainer in Deutschland und weltweit. 2024 gelang nach 5 Rücktritten des WM-Teams vom Vorjahr und 4 weiteren Rücktritten aus dem erweiterten Kader sensationell der erneute Gewinn des Europameistertitels in Frauenfeld (Schweiz). Im Finale besiegte Neuenfelds Mannschaft den hohen Favoriten Österreich in einem Faustball-Krimi mit 4:3.
Am 28. November 2024 wurde Neuenfeld die Niedersächsische Sportmedaille als Sonderauszeichnung des Niedersächsischen Ministerpräsidenten überreicht.

### Erfolge
Als Spieler
- 1994: Deutscher Meister (Feld)
- 1995: Deutscher Meister (Feld)
- 1995: Europapokalsieger (Feld)
- 1995: Weltmeister (Feld)
- 1996: Deutscher Meister (Feld)
- 1996: Europapokalsieger (Feld)
- 1997: Deutscher Meister (Halle)
- 1997: Europapokalsieger (Feld)
- 1997: Weltpokalsieger (Feld)
- 21 Länderspiele im C-Kader
- 17 Länderspiele im B-Kader
- 5 Länderspiele im A-Kader

Als Bundestrainer
- 2006: Weltmeister U-18 (Llanquihue/Chile)
- 2007: WM-Dritter (Oldenburg)
- 2008: EM-Dritter (Stuttgart-Stammheim)
- 2009: Vierter Platz World Games (Kaohsiung/Taiwan)
- 2010: EM-Dritter (Ermatingen/Schweiz)
- 2011: Weltmeister (Pasching/Österreich)
- 2012: EM-Dritter (Schweinfurt)
- 2013: World Games – Sieger (Cali/Kolumbien)
- 2014: Europameister (Olten/Schweiz)
- 2015: Weltmeister (Villa General Belgrano/Argentinien)
- 2016: Europameister (Grieskirchen/Österreich)
- 2017: World Games – Sieger (Wrocław/Polen)
- 2018: Europameister (Adelmannsfelden)
- 2019: Weltmeister (Winterthur/Schweiz)
- 2021: Dritter Platz beim Nations Cup (Schneverdingen)
- 2022: Europameister (Kaltern/Italien)
- 2022: World Games – Sieger (Birmingham/USA)
- 2023: Weltmeister (Mannheim)
- 2024: Europameister (Frauenfeld/Schweiz)
- 70 Länderspiele als Bundestrainer der U18 männlich
- 174 Länderspiele als Bundestrainer der Männer

## Privates
Wie bei vielen Faustballern hat auch Neuenfelds Familie einen engen Bezug zu dieser Sportart – schon seine Großeltern standen auf dem Faustballfeld. Vor ihm wurden in der Altersklasse bereits beide Elternteile deutsche Meister. Zunächst triumphierte Mutter Heike 1982 mit der TS Hannover, elf Jahre später Vater Paul mit dem TuS Bothfeld. 2002 schaffte dann auch Neuenfelds ältere Schwester Britta mit dem Ahlhorner SV einen DM-Sieg in der Altersklasse.
Hauptberuflich vertreibt Bundestrainer Neuenfeld Krankenpflegeartikel. Sein Interesse gilt auch dem Fußball: Neuenfeld ist Anhänger und Mitglied von Borussia Dortmund.